# Трещёв, Константин Михайлович
Константи́н Миха́йлович Трещёв (31 марта 1922 — 30 сентября 2015) — советский лётчик-ас истребительной авиации в годы Великой Отечественной войны, Герой Советского Союза (2.08.1944). Генерал-майор авиации.

## Биография
Родился в деревне Трещёво Тульской губернии (ныне Ленинский район Тульской области) в семье крестьянина. Окончил 9 классов. Окончил Сталиногорский аэроклуб.
В декабре 1938 года добровольно вступил в Красную Армию и направлен в Качинскую военную авиационную школу пилотов, которую окончил в 1940 году. С марта 1940 года служил младшим лётчиком в 122-м истребительном авиационном полку ВВС Белорусского особого военного округа. В июне 1940 года был переведён в 127-й истребительный авиационный полк этого же округа младшим лётчиком, но уже вскоре назначен помощником штурмана эскадрильи.
Участник Великой Отечественной войны с 22 июня 1941 года. Первые боевые вылеты в составе 127-го истребительного авиационного полка лейтенант К. М. Трещёв совершил с аэродрома Гродно, принимал участие в боях у западной границы. В июле 1941 года одержал свою первую победу. Участвовал в Смоленском сражении. Осенью 1941 года полк был выведен на пополнение и переброшен на Ленинградский фронт. В 1941 году сражался на истребителях И-153 и И-16, сбив на них 3 немецких самолёта.
В 1942 году полк был перевооружен на истребители Як-1 и направлен под Сталинград. К. М. Трещёв сбил там 9 вражеских машин. Также им был освоен трофейный Ме-109, на котором он провёл несколько высокорезультативных воздушных разведок. Член ВКП(б)/КПСС с 1942 года.
13 сентября 1943 года капитан К. М. Трещёв переведён из строевой части на должность инструктора-лётчика управления истребительной авиации в Главное управление боевой подготовки фронтовой авиации ВВС Красной Армии. К началу июля 1944 года капитан К. М. Трещёв совершил 490 боевых вылетов, в воздушных боях сбил 26 самолётов противника (16 истребителей и 10 бомбардировщиков). Освоил все типы советских истребителей на тот момент времени (за исключением МиГ-3 и ЛаГГ-3), а также самолёты Аэрокобра и Ме-109. По оценке начальника управления истребительной авиации подполковника Правдина, К. М. Трещёв «за время работы в Управлении показал хорошие образцы работы по обучению молодого лётного состава, особенно частей Ставки Верховного Главнокомандования». Совершив 10 боевых самолёто-вылетов во время обучения, он на глазах у молодых лётчиков лично сбил два самолёта противника.
Указом Президиума Верховного Совета СССР от 2 августа 1944 года «за мужество и героизм, проявленные на фронте борьбе с немецко-фашистскими захватчиками» капитану Трещёву Константину Михайловичу присвоено звание Героя Советского Союза с вручением ордена Ленина и медали «Золотая Звезда» (№ 3972).
К концу войны совершил 565 боевых вылетов, лично сбил 13 и в группе 6 неприятельских самолётов. Сам был сбит несколько раз — дважды приходилось выпрыгивать с парашютом, ещё 3 раза приземлял свой поврежденный самолет в расположении своих войск. 1 мая 1945 года он участвовал в пролёте группы истребителей над Берлином, когда на Рейхстаг были сброшены 2 красных полотнища с надписью «Победа».
После войны продолжал службу в ВВС. В 1950 году окончил Военно-воздушную академию. В 1954 году участвовал в испытаниях атомной бомбы на Тоцком полигоне, в рамках которых на МиГ-17 сопровождал бомбардировщик, а затем выполнил облёт эпицентра взрыва, за что уже 1999 году был награжден российским орденом Мужества. Затем служил в Управлении военно-учебных заведений ВВС и Главном Управлении боевой подготовки ВВС. Летал до 1960 года. Последний освоенный им самолёт — МиГ-19. С января 1961 года состоял в распоряжении командующего 24-й Воздушной армией. С июня 1961 года — ответственный дежурный командного пункта Управления полётами ВВС. С 1973 года служил в 453-м центральном запасном командном пункте ВВС, а в июне 1980 года назначен начальником этого командного пункта. С июня 1983 года генерал-майор авиации К. М. Трещёв — в отставке.
Жил в Москве, вёл научно-практическую работу в Институте ВВС.
К. М. Трещёв умер 30 сентября 2015 года. Похоронен на кладбище «Ракитки» в Подмосковье.

## Награды
- Медаль «Золотая Звезда» № 3972 Героя Советского Союза (2.08.1944);
- орден Мужества (1999, Российская Федерация)
- орден Ленина (2.08.1944);
- два ордена Красного Знамени (3.05.1942, 1.01.1943);
- орден Суворова III степени (2.09.1943);
- орден Отечественной войны I степени (11.03.1985);
- орден Отечественной войны II степени (2.08.1943);
- орден Трудового Красного Знамени;
- три ордена Красной Звезды (26.02.1942, …);
- орден «За службу Родине в Вооружённых Силах СССР» III степени (30.04.1975);
- медаль «За боевые заслуги»;
- медаль «За взятие Кёнигсберга»;
- медаль «За взятие Берлина»;
- медаль «За освобождение Варшавы»:
- другие медали.

## Оценки и мнения
Из книги Н. Г. Бодрихина «Советские асы. Очерки о советских лётчиках»:

Важнейшей составляющей боевой работы лётчика истребителя времён второй мировой войны Трещёв считает его способность и мужество подойти к противнику на дистанцию эффективной стрельбы, чтобы наверняка поразить пилота или важнейшие агрегаты неприятельского самолёта.